# Klotter (radar)
Klotter (inom marin radar ofta benämnt klutter) betecknar i radarsammanhang ett slags störning, som kan dölja efterspanade mål med svaga ekon. Orsaken kan vara reflexer från vågor i sjön, regn med mera.
Olika typer av analog och/eller digital signalbehandling används i radarutrustning för att minska störningarna från klotter i radarbilden.
Ordet "klotter" i denna betydelse är en anglicism av ordet clutter.